# Kreuzweg (Thundorf in Unterfranken)

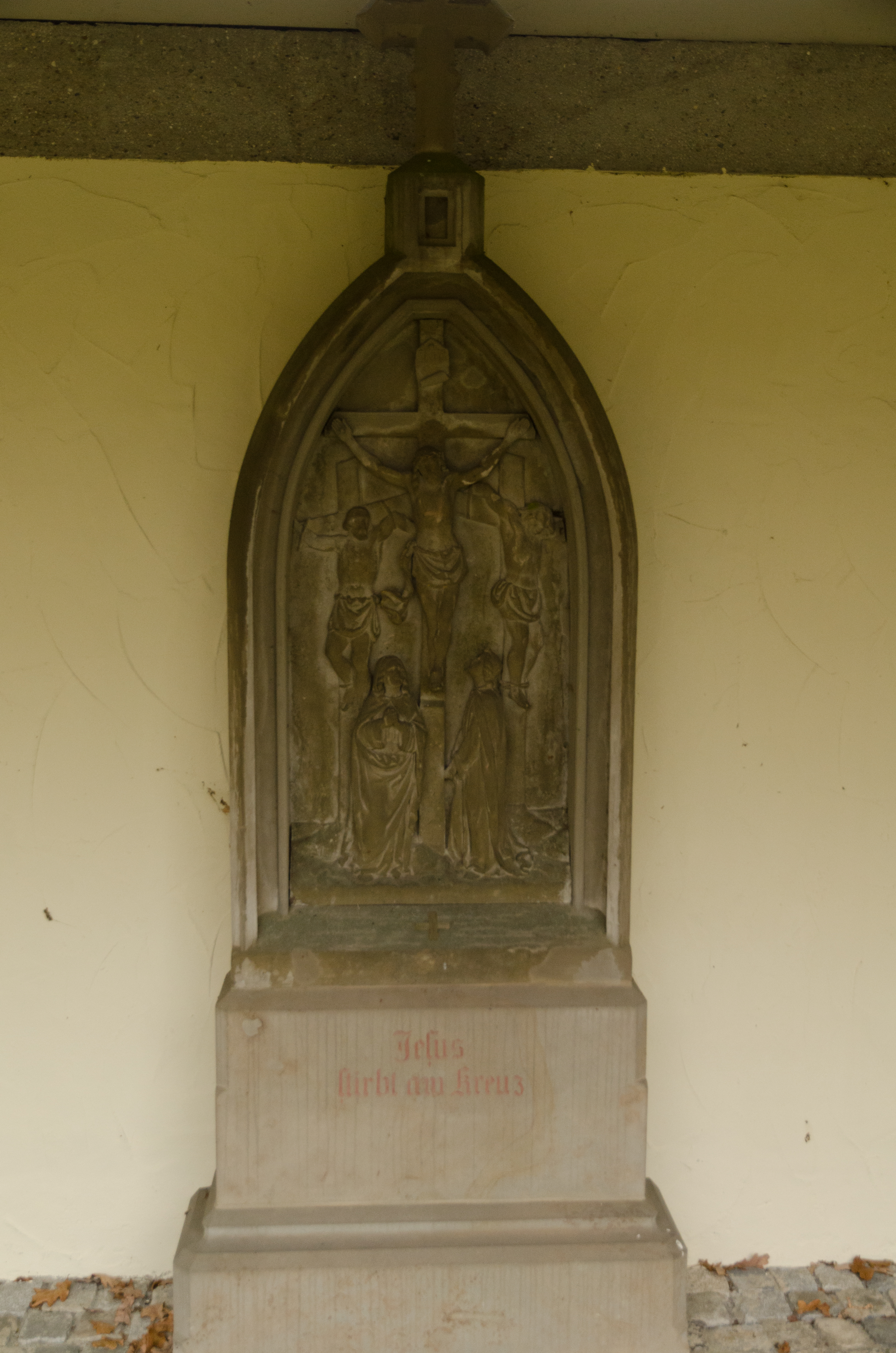
Der Thundorfer Kreuzweg (12. Station)

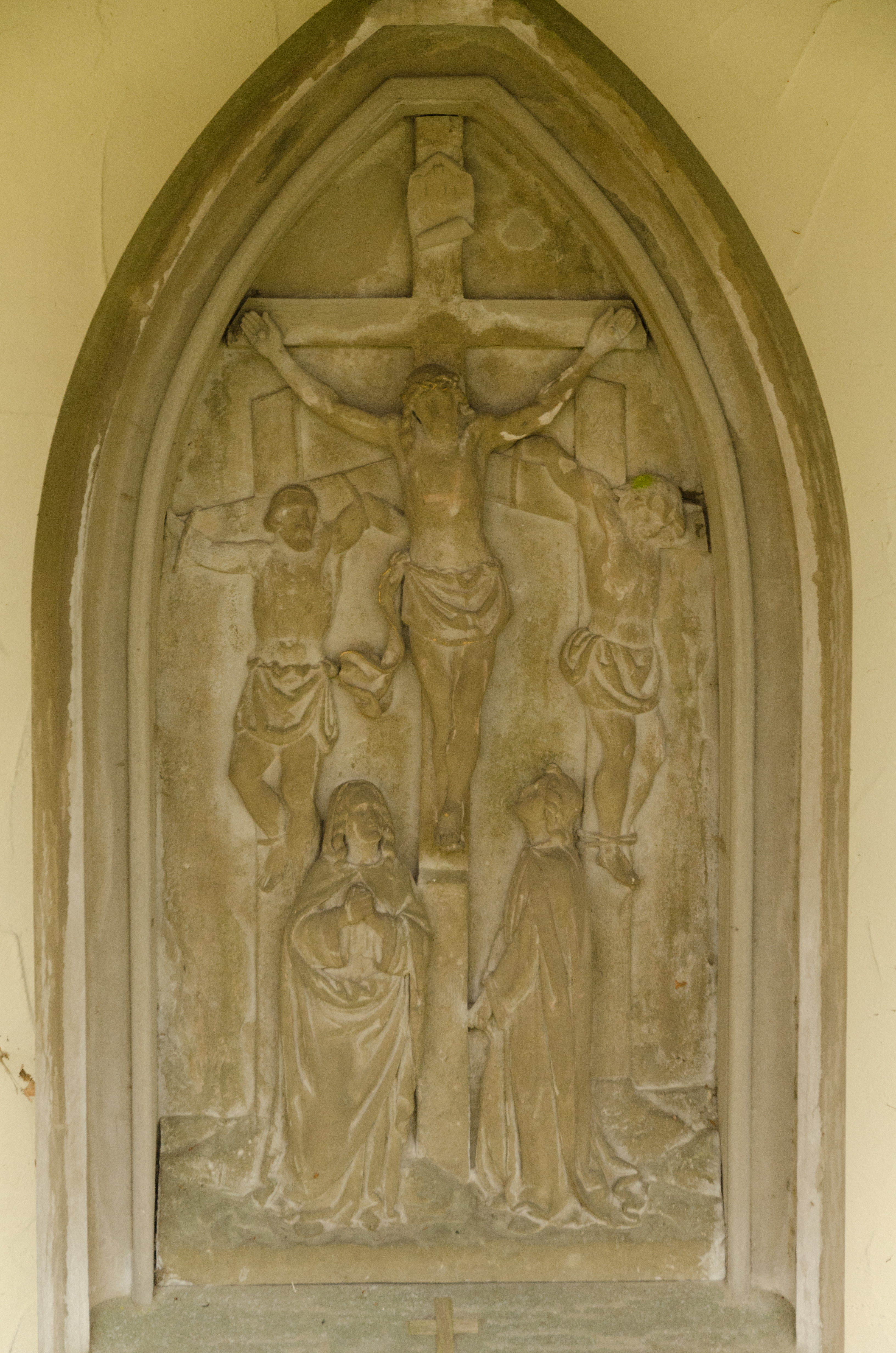
Der Thundorfer Kreuzweg (12. Station, Nahaufnahme)

Der Kreuzweg in der bayerischen Gemeinde Thundorf in Unterfranken im Landkreis Bad Kissingen gehört zu den Thundorfer Baudenkmälern und ist unter der Nummer D-6-72-157-55 in der Bayerischen Denkmalliste registriert.

## Geschichte
Der Kreuzweg wurde im Jahr 1851 von Bildhauer Michael Arnold, der zu dieser Zeit als „Zeichnungslehrer“ in Münnerstadt tätig war, im Auftrag der Thundorfer Bürger Michael und Martin Schmitt errichtet. Arnolds Honorar betrug 750 Gulden, ein Vielfaches des jährlichen Mindestgehalts für Volksschullehrer, das zu dieser Zeit bei 100 Gulden lag.
Der Kreuzweg wurde am 29. September 1851 (St. Michaelstag) von Pater Guardian Jakob Kieser vom Kloster Kreuzberg geweiht.
Der Kreuzweg wurde im neugotischen Stil gestaltet; die Stationen bestehen aus Relieftafeln mit Rundbogenabschluss auf abgetrepptem Sockel mit Inschrift. Da die Kreuzwegstationen aus Sandstein angefertigt wurden, wurde der Kreuzweg zum Schutz vor Verwitterung in einer Art Kreuzgang im Anschluss an die Friedhofsmauer untergebracht.
Der in der 5. Station („Simon von Cyrene hilft Jesus das Kreuz tragen“) dargestellte Junge ist mit seinen freistehenden Beinen vollplastisch ausgearbeitet, was bei der Anfertigung von Reliefs eine handwerkliche Herausforderung darstellt. Meistens werden Beine auf Reliefs lediglich halbplastisch dargestellt. Die Gestaltung der Station erinnert an die 5. Station des zeitgleich entstandenen, ebenfalls von Arnold angefertigten Kreuzwegs in Burglauer.